# Idiophyes niponensis
Idiophyes niponensis es una especie de coleóptero de la familia Endomychidae.

## Distribución geográfica
Habita en Japón y China.